# Józef Bielicki

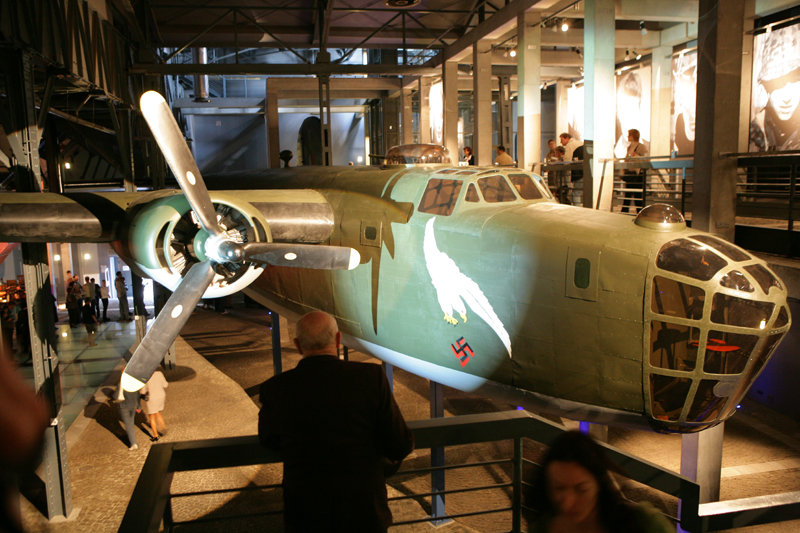
rekonstrukcja Liberatora załogi kpt. Szostaka

Józef Bielicki (ur. 12 lutego 1922 w Warszawie, zm. 15 sierpnia 1944) – plutonowy Polskich Sił Powietrznych na Zachodzie.

## Życiorys
Józef Bielicki w momencie wybuchu II wojny światowej miał ukończone 17 lat. Po 17 września Józef Bielicki ewakuował się poprzez Rumunię i Francję do Wielkiej Brytanii, gdzie dotarł w czerwcu 1940 roku. Wstąpił do Polskich Sił Powietrznych, otrzymał numer służbowy RAF 793845.
Po przejściu szkolenia w brytyjskiej szkole pilotażu w 1941 roku został przeniesiony do 18 OTU (Operational Training Unit). W latach 1941–1944 służył w kilku jednostkach lotniczych m. in w jako pilot w 300 dywizjon bombowy Ziemi Mazowieckiej. W 1944 roku zgłosił się na ochotnika do 1586 eskadry do zadań specjalnych, która dokonywała lotów nad Warszawę z dostawami dla walczących powstańców. Dnia 14 sierpnia 1944 roku załoga w składzie:
- I pilot: kpt. Zbigniew Szostak
- II pilot: plut. Józef Bielicki
- nawigator: kpt. Stanisław Daniel
- radiotelegrafista: plut. Józef Witek
- bombardier: plut. Tadeusz Dubowski
- mechanik pokładowy: plut. Wincenty Rutkowski
- strzelec: plut. Stanisław Malczyk

wystartowała z lotniska w Brindisi we Włoszech. Po dokonaniu zrzutu w okolicach pl. Krasińskich w Warszawie samolot Liberator nr KG 890 został zaatakowany przez niemieckie myśliwce nad Puszczą Niepołomicką. Dowódca kpt. Zbigniew Szostak rozkazał opuszczenie palącego się samolotu. Załoga wyskoczyła na spadochronach, ale z powodu zbyt niskiej wysokości lotu większość spadochronów nie otworzyła się. Lotnicy zginęli na miejscu roztrzaskując się o ziemię. Liberator został zestrzelony przez niemieckiego asa Luftwaffe Gustava Eduarda Fracsi.
Józef Bielicki pośmiertnie został odznaczony Orderem Virtuti Militari. Wcześniej był odznaczony dwukrotnie Krzyżem Walecznych. Został pochowany na cmentarzu w Pogwizdowie. Po wojnie szczątki wszystkich członków załogi zostały przeniesione na cmentarz wojskowy w Krakowie.
Części samolotu załogi kpt. Zbigniewa Szostaka zostały wykorzystane do rekonstrukcji samolotu Liberator B-24 J znajdującego się w Muzeum Powstania Warszawskiego.